# 완산 최씨
완산 최씨(完山 崔氏)는 전북특별자치도 전주시 완산구를 본관으로 하는 한국의 성씨이다.

## 시조
완산 최씨의 시조는 최순작(崔純爵)으로, 정확한 상계는 전하지 않는다. 최순작은 고려 때 문하시중(門下侍中)을 지냈으며, 검교신호위상장군(檢校神虎衛上將軍)으로 완산군(完山君)에 봉해졌다고 한다. 그의 후손 최수강(崔秀岡)이 벼슬을 버리고 경상도로 낙향해 후손들이 그를 중시조로 정하고 완산을 본관으로 삼아 세계를 이어 오고 있다.

## 본관
완산은 전주의 옛 이름이다. 삼국 시대(백제)에는 완산 또는 비사벌, 비자화 등으로 불리다가 555년에 완산주로 하였다. 남북국 시대 때 전주로 고쳤고, 고려 공민왕 때 완산부로 하였다. 조선 때는 태조가 조상의 고향이라 하여 완산부유수(完山府留守)로 개칭했다가 1403년(태종 3년) 다시 전주부(全州府)로 개편하였다.

## 집성촌
- 경상남도 고성군
- 경상남도 의창군
- 경상남도 합천군

## 인물
- 최순작(崔純爵) : 완산 최씨의 시조, 시호는 문열(文烈)이다.
- 최경(崔涇) : 조선(朝鮮)때 현감(縣監)을 지냈다.
- 최경운(崔慶雲) : 조선때 우통례(右通禮)를 역임하였다.
- 최광삼(崔光參) : 자(字)는 도원(道源), 호(號)는 만매와(晩梅窩), 조선때 학자로서 명성을 떨쳤다.
- 최규승(崔圭升) : 자는 성가(聖可), 호는 사양(泗陽), 조선에서 지평(持平)을 지냈다.
- 최동준(崔東駿) : 자는 응함(應涵), 조선(朝鮮)에서 감역(監役)을 역임하였다.
- 최명우(崔命佑) : 조선때 부제학(副提學)을 지냈다.
- 최병확(崔秉矱) : 자는 극첨(極瞻), 호는 국포(菊浦), 조선 때 부호군(副護軍)을 역임하였다.
- 최상금(崔祥嶔) : 자는 내현(乃顯), 호는 농와(農窩), 조선 때의 효자로 향리(鄕里)에서 칭송이 자자하였다.
- 최섬(崔暹) : 조선 때 중추부사(中樞府事)를 역임하였다.
- 최수용(崔水勇) : 조선 때 참군(參軍)을 역임하였다.
- 최수지(崔水智) : 자는 윤보(潤甫), 호는 검재(儉齋), 조선 때에 현감을 역임하였다.
- 최연(崔演) : 자는 호원(浩源), 조선에서 찰방(察訪)을 지냈다.
- 최정우(崔正愚) : 자는 순부(純夫), 호는 건재(健齋), 조선 때 학자였다.
- 최정정(崔禎貞) : 자는 학지(鶴之), 조선 때 부호군(副護軍)을 역임하였다.
- 최준(崔峻) : 호는 임헌(林軒), 조선 때 군수를 지냈다.
- 최충보(崔衝輔) : 조선 때 현감을 지냈다.
- 최태진(崔台鎭) : 자는 응천(應天), 호는 오산(五山), 조선(朝鮮)때 학자였다.
- 최필순(崔必珣) : 조선 때 비서감(秘書監)을 지냈다.
- 최필숭(崔必嵩) : 자는 낙첨(洛瞻), 조선 때 학자였다.
- 최필오(崔必五) : 자는 중첨(中瞻), 조선에서 감역(監役)을 역임하였다.
- 최필태(崔必泰) : 자는 노첨(魯瞻), 호(號)는 눌건(訥蹇), 조선(朝鮮)때 덕망 높은 학자였다.
- 최한승(崔翰升) : 호는 경산(景山), 조선 때 부사직(副司直)을 역임하였다.

## 분적종 및 분파
완산 최씨는 전주지역의 토착 성씨인 전주 최씨 문열공계의 분파 계통이다.

## 항렬자
항렬표(1)
| 24세(金) | 25세(水) | 26세(木) | 27세(火) | 28세(土) | 29세(金) | 30세(水) | 31세(木) |
| -------- | -------- | -------- | -------- | -------- | -------- | -------- | -------- |
| ○호(鎬)  | 락(洛)   | ○임(林)  | 연(然)   | ○철(喆)  | 용(鎔)   | ○준(準)  | 종(種)   |

항렬표(2)
| 24세(金) | 25세(水)      | 26세(木)        | 27세(火)      | 28세(土)        | 29세(金)      | 30세(水)        | 31세(木)      | 32세(火)                | 33세(土)             | 34세(金)                | 35세(水) | 36세(木) | 37세(火) | 38세(土) | 39세(金) | 40세(水) | 41세(木) | 42세(火) |
| -------- | ------------- | --------------- | ------------- | --------------- | ------------- | --------------- | ------------- | ----------------------- | -------------------- | ----------------------- | -------- | -------- | -------- | -------- | -------- | -------- | -------- | -------- |
| ○호(鎬)  | 락(洛) 한(漢) | ○임(林) ○근(根) | 연(然) 형(炯) | ○철(喆) ○기(基) | 용(鎔) 석(錫) | ○준(準) ○택(澤) | 종(種) 주(柱) | ○묵(默) ○희(熙) ○엽(燁) | 정(廷) 재(載) 재(在) | ○석(錫) ○현(鉉) ○진(鎭) | 영(永)   | ○래(來)  | 형(炯)   | ○재(在)  | 현(鉉)   | ○해(海)  | 권(權)   | ○용(容)  |

## 인구
- 2015년(통계청 기준) 3563명